# Martin Thelander
Martin Thelander, född 15 maj 1981 i Karlstad, är en svensk före detta ishockeyspelare. Hans moderklubb är Kils AIK.
Thelander spelade juniorishockey i Färjestad BK. Under säsongen 2005/2006 spelade han 29 matcher för Färjestads BK i Elitserien. Säsongen 2007/2008 representerade han Storhamar Dragons i den norska högstaligan, med vilka han blev norsk mästare. Han har även spelat för Södertälje SK i Hockeyallsvenskan. 2008 blev han svensk världsmästare i inlinehockey med det svenska inlinelandslaget. Säsongen 2008/2009 återvände han till BIK Karlskoga, som då hette Bofors IK. Säsongen 2012/2013 blev han utsedd till lagets lagkapten. Han spelade i Karlskoga resten av sin aktiva ishockeykarriär, då han efter säsongen 2015/2016 beslutade sig för att lägga av på grund av en axelskada.  

## Klubbar
- BIK Karlskoga 2001-2005, 2009-2016
- Färjestad BK 2005-2006
- Södertälje SK 2006-2007
- Storhamar Dragons 2007-2008
- Herlev Hornets 2008-2009
- Kils AIK